# Análise orgânica
A análise orgânica utiliza a caracterização via úmida, usando testes específicos e a caracterização espectroscópica, através de métodos como Ressonância Magnética Nuclear, espectroscopia de infravermelho, espectrometria de massa, espectroscopia ultravioleta, Raman, difração de raio-X, análise térmica, entre outros métodos.
Os métodos de análise orgânica são direcionados para a determinação da presença de grupos funcionais em moléculas orgânicas.
Alguns destes métodos são:
- Teste de Lucas: Álcoois secundários e terciários[2].
- Teste de Hinsberg: Determinação de aminas[3].
- Teste de Bromo: Identifica a presença de ligações duplas.
- Teste de Ferro: Identificação de fenóis.
- Teste de Fehling: Teste para compostos carbonilados, diferencia aldeídos de cetonas[4].
- Teste de Tollens: Diferencia aldeídos de cetonas.[5]

As técnicas espectroscópicas são mais utilizadas atualmente, porque requerem uma quantidade menor de amostras (ordem de miligramas ou menos) e muitas são não-destrutivas, e permitem que a amostra seja utilizada para outros objetivos.
As principais técnicas são: 
- Ressonância Magnética Nuclear: alguns núcleos respondem a campos magnéticos e absorvem energia, sendo os mais utilizados o 1H, 13C e 31P;
- Espectroscopia de infravermelho: moléculas orgânicas absorvem luz na região do infravermelho e passam a estados vibracionais excitados. A absorção de energia gera um espectro, que indica a presença de grupos específicos, como C=C, C-X (X=haleto), C=O, O-H, entre outros;
- Espectroscopia de massas: a incidência de um feixe de elétrons ou moléculas excitadas resulta na ionização da molécula e eventual fragmentação da molécula. Os resíduo da fragmentação é submetido a um campo magnético, separando os fragmentos de acordo com a relação carga/massa.
- Análise térmica: observa o efeito da absorção e liberação de calor;
- Espectroscopia de ultravioleta-visível: a absorção de luz nesta faixa resulta na excitação eletrônica, cuja absorção indica a presença de grupos cromóforos, como anel aromático, ligações duplas conjugadas.